# Campionato europeo maschile di pallavolo 1999
Il XXI campionato europeo maschile di pallavolo si svolse a Vienna e Wiener Neustadt, in Austria, dal 7 al 12 settembre 1999. Al torneo parteciparono 8 squadre nazionali europee e la vittoria finale andò per la quarta volta all'Italia.

## Qualificazioni
Al campionato europeo partecipano la nazionale del paese ospitante e 7 squadre provenienti dai gironi di qualificazione.

### Squadre già qualificate
- Austria (Paese ospitante)

### Gironi di qualificazione
| Girone A                 | Girone B                    | Girone C               |
| ------------------------ | --------------------------- | ---------------------- |
| Bulgaria Paesi Bassi     | Jugoslavia Russia           | Italia Francia         |
| Rep. Ceca                | Portogallo                  | Grecia                 |
| Turchia Finlandia Belgio | Slovacchia Germania Austria | Polonia Spagna Ucraina |

## Squadre partecipanti
| - Austria - Bulgaria - Francia - Italia | - Jugoslavia - Paesi Bassi - Rep. Ceca - Russia |

## Gironi
| Gruppo A                       | Gruppo B                                 |
| ------------------------------ | ---------------------------------------- |
| Austria Bulgaria Italia Russia | Francia Jugoslavia Paesi Bassi Rep. Ceca |

## Fase finale

### Finali 5º e 7º posto - Vienna
|  | Semifinali 5º/8º posto | Semifinali 5º/8º posto | Semifinali 5º/8º posto |         |             | Finale 5º/6º posto | Finale 5º/6º posto | Finale 5º/6º posto |  |
|  |                        |                        |                        |         |             |                    |                    |                    |  |
|  | Paesi Bassi            | Paesi Bassi            | 3                      |         |             |                    |                    |                    |  |
|  | Paesi Bassi            | Paesi Bassi            | 3                      |         |             |                    |                    |                    |  |
|  | Bulgaria               | Bulgaria               | 0                      |         |             |                    |                    |                    |  |
|  | Bulgaria               | Bulgaria               | 0                      |         | Paesi Bassi | Paesi Bassi        | 3                  |                    |  |
|  |                        |                        |                        |         | Paesi Bassi | Paesi Bassi        | 3                  |                    |  |
|  |                        |                        | Francia                | Francia | 2           |                    |                    |                    |  |
|  | Francia                | Francia                | Francia                | Francia | 2           | 3                  |                    |                    |  |
|  | Francia                | Francia                |                        |         |             | 3                  |                    |                    |  |
|  | Austria                | Austria                | 0                      |         |             | Finale 7º/8º posto | Finale 7º/8º posto | Finale 7º/8º posto |  |
|  | Austria                | Austria                | 0                      |         |             |                    |                    |                    |  |
|  |                        |                        |                        |         |             |                    |                    |                    |  |
|  |                        |                        |                        |         |             | Bulgaria           | Bulgaria           | 3                  |  |
|  |                        |                        |                        |         |             | Bulgaria           | Bulgaria           | 3                  |  |
|  |                        |                        |                        |         |             | Austria            | Austria            | 0                  |  |

### Finali 1º e 3º posto - Vienna
|  | Semifinali | Semifinali | Semifinali |        |        | Finale          | Finale          | Finale          |  |
|  |            |            |            |        |        |                 |                 |                 |  |
|  | Jugoslavia | Jugoslavia | 1          |        |        |                 |                 |                 |  |
|  | Jugoslavia | Jugoslavia | 1          |        |        |                 |                 |                 |  |
|  | Italia     | Italia     | 3          |        |        |                 |                 |                 |  |
|  | Italia     | Italia     | 3          |        | Italia | Italia          | 3               |                 |  |
|  |            |            |            |        | Italia | Italia          | 3               |                 |  |
|  |            |            | Russia     | Russia | 1      |                 |                 |                 |  |
|  | Russia     | Russia     | Russia     | Russia | 1      | 3               |                 |                 |  |
|  | Russia     | Russia     |            |        |        | 3               |                 |                 |  |
|  | Rep. Ceca  | Rep. Ceca  | 0          |        |        | Finale 3º posto | Finale 3º posto | Finale 3º posto |  |
|  | Rep. Ceca  | Rep. Ceca  | 0          |        |        |                 |                 |                 |  |
|  |            |            |            |        |        |                 |                 |                 |  |
|  |            |            |            |        |        | Jugoslavia      | Jugoslavia      | 3               |  |
|  |            |            |            |        |        | Jugoslavia      | Jugoslavia      | 3               |  |
|  |            |            |            |        |        | Rep. Ceca       | Rep. Ceca       | 0               |  |

## Classifica finale
| Classifica | Squadre     | Qualificazione                                 |
| ---------- | ----------- | ---------------------------------------------- |
| Oro        | Italia      | Coppa del Mondo 1999 - Campionato europeo 2001 |
| Argento    | Russia      | Coppa del Mondo 1999 - Campionato europeo 2001 |
| Bronzo     | Jugoslavia  | Campionato europeo 2001                        |
| 4          | Rep. Ceca   |                                                |
| 5          | Paesi Bassi | Campionato europeo 2001                        |
| 6          | Francia     | Campionato europeo 2001                        |
| 7          | Bulgaria    |                                                |
| 8          | Austria     |                                                |